# Po tonkomu l'du
Po tonkomu l'du (По тонкому льду) è un film del 1966 diretto da Damir Alekseevič Vjatič-Berežnych.